# Трентиньян, Мари
Мари́ Трентинья́н (фр. Marie Trintignant; род. 21 января 1962, Париж — 1 августа 2003, Нёйи-сюр-Сен) — французская актриса.

## Биография
Мари Трентиньян — дочь известных родителей. Её отец — актёр Жан-Луи Трентиньян, мать — сценарист и режиссёр Надин Трентиньян.

## Творчество
Дебют Мари в кино состоялся ещё в 1971 году в фильме «Это случается только с другими» с участием Катрин Денёв и Марчелло Мастроянни. Режиссёром этого фильма выступила мать Мари Надин Трентиньян, которая в общей сложности сняла 12 фильмов с участием дочери. Мари снималась и со своим отцом, например, в фильме Этторе Сколы «Терраса» (1980). В фильмах, прославивших её, — «Женское дело» (1988) и «Бетти» (1992) — Мари играет мрачные женские роли.

## Гибель

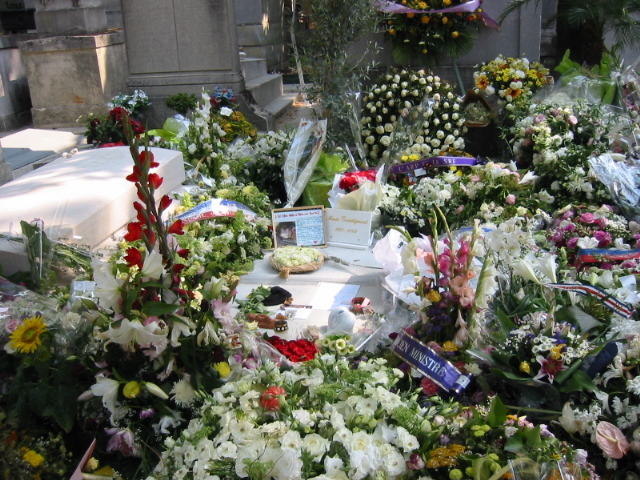
Могила Мари Трентиньян

В июле 2003 года Мари Трентиньян находилась в Вильнюсе на съёмках телевизионного фильма Надин Трентиньян о жизни писательницы Сидони Колетт. Там же находился друг Мари Бертран Канта, солист французской группы «Noir Désir», с которым у неё были любовные отношения уже полтора года. 27 июля 2003 года на почве ревности он нанёс ей побои, причинившие тяжёлые травмы головы. Несколько дней Мари находилась в коме, 31 июля 2003 года была перевезена в клинику Артмана в пригород Парижа Нёйи и днём позже умерла. Вскрытие показало, что причиной смерти стала черепно-мозговая травма, вызванная ударами в лицо. 6 августа 2003 года после траурной церемонии Мари Трентиньян была погребена на знаменитом кладбище Пер-Лашез.
В октябре 2003 года Надин Трентиньян опубликовала книгу «Моя дочь, Мари», в которой обвинила в смерти дочери Бертрана Канта. 29 марта 2004 года Канта был приговорён к 8 годам тюремного заключения за непреднамеренное убийство и неоказание помощи, а в октябре 2007 года за хорошее поведение был условно-досрочно освобождён.

## Семья
У Мари четверо детей от четырёх отцов, но замужем она была только за отцом своего младшего сына — Самюэлем Беншетри.

## Фильмография
- 1971 — Это случается только с другими / Ça n’arrive qu’aux autres
- 1973 — / Défense de savoir
- 1979 — Чёрная серия / Série noire
- 1980 — Терраса / La Terrazza — Изабелла
- 1982 — Красное утро / Un matin rouge
- 1983 — / Les Îles
- 1984 — Следующим летом / L'été prochain
- 1987 — Топиться запрещено / Noyade interdite
- 1988 — Женское дело / Une affaire de femmes
- 1988 — Холостячка / La Garçonne — Моника Лербье, «ля гарсонн»
- 1990 — Крылья славы / Wings of Fame
- 1990 — Летняя ночь в городе / Nuit d'été en ville
- 1990 — Экспресс Альберто / Alberto Express
- 1991 — Любовники с Нового моста / Les Amants du Pont-Neuf — голос за кадром
- 1991 — Бетти / Betty
- 1993 — Нежная мишень / Cible émouvante
- 1993 — Сурки / Les Marmottes
- 1995 — Ученики / Les apprentis
- 1996 — / Des nouvelles du bon Dieu
- 1996 — / Le Cri de la soie
- 1996 — / Ponette
- 1996 — / Portraits chinois
- 1997 — Кузен / Le Cousin
- 1998 — Врёт, как дышит / …Comme elle respire
- 2000 — Театр смерти / Promenons-nous dans les bois
- 2000 — Принц жемчужного острова / Le prince du Pacifique
- 2003 — Дженис и Джон / Janis et John